# Ariyalur (district)
Ariyalur is een district van de Indiase staat Tamil Nadu. Het district telt 694.058 inwoners (2001) en heeft een oppervlakte van 1.939 km². De hoofdstad is het gelijknamige Ariyalur.
Het gebied van het huidige district hoorde voor 1 januari 2001 tot het district Perambalur. Tussen 31 maart 2002 en 23 november 2007 was het echter, in verband met economische redenen weer onderdeel van Perambalur. Op 23 november 2007 werd het district Ariyalur echter weer opnieuw leven ingeblazen.